# Antoine Le Maire d'Arion
Pour les articles homonymes, voir Lemaire.
Le baron Antoine Le Maire d'Arion (26 juin 1759, Beauvais - 12 juillet 1833, Nivillers) est un magistrat et homme politique français.

## Biographie
Fils de messire Antoine Le Maire, seigneur de Lamarre, de Comprencé, Saint-Lunevis, d'Avron, Bois-Bailly et Haye-Bocquelot, avocat au parlement, notaire et échevin de Beauvais, et de demoiselle Marie-Suzanne-Thérèse-Ursule Ricard, de la famille du jurisconsulte Jean-Marie Ricard, il était avocat au parlement de Paris, conseiller du roi au bailliage et siège présidial de Beauvais et administrateur du collège de la même ville avant la Révolution. Il est chargé dans les années 1784-1785 d'une affaire criminelle contre 33 individus condamnés tous pour plus de 150 vols commis dans les environs de Pontoise, lui valant de la part du ministre de la Guerre une gratification en récompense de fonctions pénibles et gratuites.
En 1791, Lemaire-Darion est nommé juge au tribunal de district de Beauvais et en 1794, président du bureau de conciliation du district de Beauvais.
Devenu juge au tribunal civil du département en 1796, puis premier Président de la cour de justice criminelle de l'Oise en 1803, il est élu, en novembre 1803 par le Sénat conservateur, député de l'Oise au Corps législatif. Confirmé dans ce mandat le 2 mai 1809, il y siège jusqu'en 1811. Il est, comme magistrat, promu, le 2 avril 1811, conseiller impérial à la cour d'appel d'Amiens. Il est à nouveau élu député en 1814.
Maire de Nivillers, Antoine Le Maire d'Arion est également administrateur des hospices de Beauvais et membre du comité de Secours pour les incendies du département de l'Oise.
Il est créé chevalier de l'Empire le 2 juillet 1808, puis baron le 26 avril 1811. Il est fait chevalier de la Légion d'honneur le 14 juin 1804 et promu officier le 19 octobre 1814.

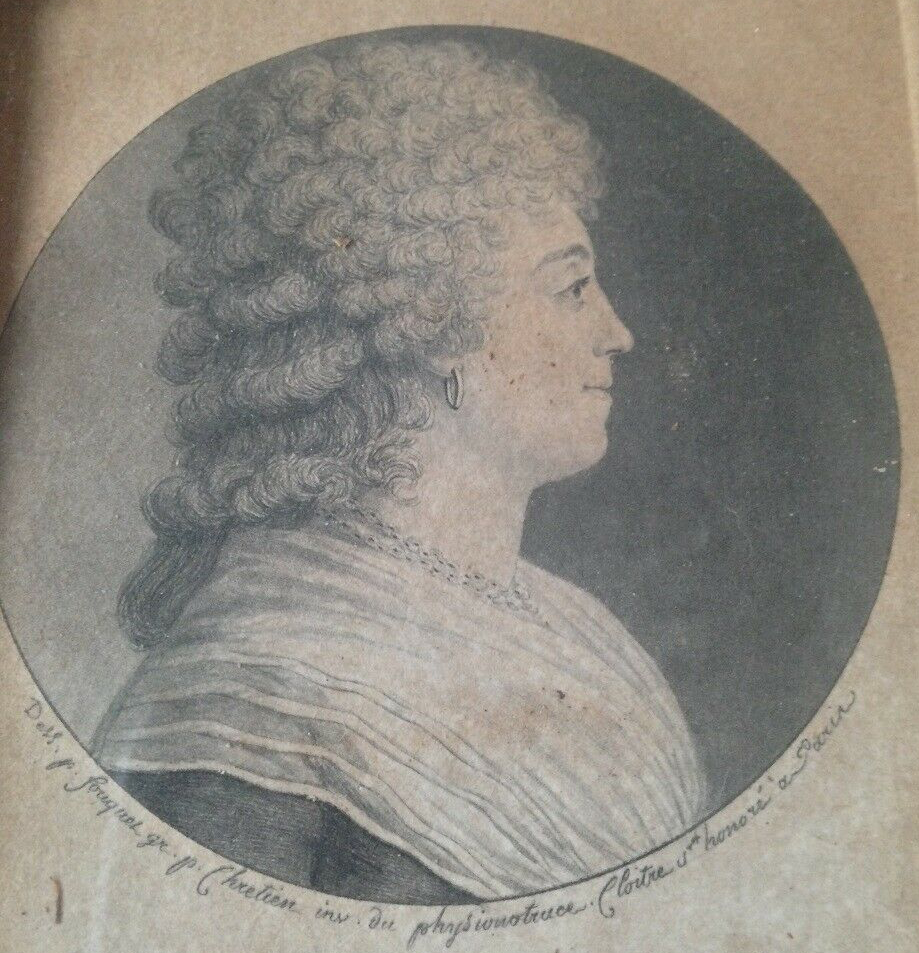
Mme Le Maire d'Arion, née Jeanne Le Mareschal de Fricourt.

Il épouse Jeanne Le Mareschal de Fricourt, fille de Nicolas Le Mareschal de Fricourt, conseiller du roi et son lieutenant particulier civil et criminel au bailliage et siège présidial de Beauvais, et de Marguerite Béatrix Foy de Voisinlieu. Son gendre, André Grillon des Chapelles, lui succède en tant que maire de Nivillers.

## Sources
- « Antoine Le Maire d'Arion », dans Adolphe Robert et Gaston Cougny, Dictionnaire des parlementaires français, Edgar Bourloton, 1889-1891 [détail de l’édition]